# Ateleia salicifolia
Ateleia salicifolia es una especie de legumbre perteneciente a la familia Fabaceae. Es originaria de Cuba.

## Distribución y hábitat
Un pequeño árbol que se encuentra en los bosques secos, confinado en la vertiente sur de la sierra de Escambray en el centro de Cuba.

## Taxonomía
Ateleia salicifolia fue descrita por Robert H. Mohlenbrock y publicado en Webbia 17: 159, f. 3, 4. 1962.